# Elecciones generales de Guatemala de 1869
En 14 de abril de 1865 murió el general Rafael Carrera, y la asamblea se reunió el 3 de mayo para elegir al hombre que debería sustituirlo en la presidencia de la República, saliendo destinado el mariscal Cerna, quien aún desempeñaba el puesto de corregidor de Chiquimula. El consejero de Estado, Manuel Francisco González  no logró superar los 26 votos.

### Elecciones presidenciales de 1869
Finalmente, se llamó a elecciones en enero de 1869. Los conservadores postularon al ipalteco Cerna, que había continuado como Presidente interino; mientras los liberales postularon a Zavala. Bajo fuertes denuncias de fraude ganó Cerna. 
He aquí como relata la elección el escritor y propagandista liberal Ramón A. Salazar:
| José Víctor Zavala, era uno de estos seres privilegiados. Usaba un uniforme muy correcto y elegante, de General. Sus facciones eran simpáticas y se prestaban al dibujo. Recuerdo que cuando nosotros en el colegio traveseábamos con el crayón tratando de sacar de memoria el retrato de Cerna, siempre obteníamos una caricatura, en tanto que el de Zavala nos salía perfectamente. El día 17 de enero de 1869 las galerías de la Asamblea, los corredores del edificio en que esta se hallaba y las calles adyacentes estaban llenas de gente. El Gobierno había puesto sobre las armas tres mil hombres. En las calles cercanas al edificio de la Representación Nacional se halla- ban estacionados algunos batallones, que mudos y sombríos descansaban sobre sus armas. La gendarmería, formada en fila en el interior del edificio al mando de su Jefe el sicario Jerez, un nicaragüense rechoncho, de cara avinagrada á quien no había más que azuzar, para que se echara contra los liberales. Y comenzó el escrutinio por medio de papeletas cerradas. Todos estábamos callados y ansiosos. En las tribunas de los Diputados se oían cuchicheos y susurros. Los Jefes de ambos bandos iban de un lado a otro apretando la mano á auno, confortando al de más allá, y a medida que la votación avanzaba crecía la ansiedad. De las manos de algunos diputados pudientes se veían deslizarse unos papelitos que a nosotros nos parecieron cheques. Al fin se terminó el acto, y se proclamó el resultado de la elección. El General Cerna había resultado reelecto por mavoría de votos. Invitóse al General Zavala para que se pusiese al frente de nosotros que, aunque mal armados, lo llevaríamos á la victoria. Pero no quiso. El dijo «que no quería subir al solio presidencial sobre gradas de lodo, sino sobre alfombras.» |

## Resultados
|  | 99.99 % |

|  | 00.00 % |

|  | 100 % |

|  | 0 % |

|  | 0 % |

|  | 100 % |

- Datos: Q111737531

1. ↑  Salazar, 1896, p. 174.
2. ↑  Salazar, 1896, p. 176.